# میلاد کیایی
میلاد کیایی (زادهٔ ۱ مهر ۱۳۲۳ در تهران) موسیقی‌دان، نوازنده سنتور و آهنگساز ایرانی است. وی استاد بسیاری از هنرمندان مانند ارشد علی محمدی است و سابقه طولانی در حرفه سنتور دارد و از اعضای خانه موسیقی است قطعه میلاد فرهنگ با همکاری آرش فرهنگ فر از آثار اوست وی یکی از تاثیر گذار ترین استادان سنتور ایران است 

## زندگی هنری
میلاد کیایی ۱ مهر ۱۳۲۳ در تهران متولد شد. از ۸ سالگی نزد پدرش که «تار» و «سنتور» می‌نواخت، نوازندگی سنتور را آغاز کرد. او ردیف‌های موسیقی ایرانی را نیز نزد برادر بزرگترش «ایرج کیایی» که از شاگردان «ابوالحسن صبا» بود فرا گرفت. وی از ۱۲ سالگی در برنامه کودک رادیو، فعالیت‌های هنری خود را آغاز کرد و در نوجوانی به مدت ۴ سال مسئولیت اجرای برنامه‌های رادیویی و تلویزیونیِ «احساس و اندیشه» و «بزم آدینه» را عهده‌دار بود.
او در سال ۱۳۴۲ در مسابقات هنری آموزشگاه‌های سراسر کشور، مقام نخست نوازندگی سنتور را کسب نمود و در همان زمان به مدت ۵ سال مدرس موسیقی کلاس‌های فوق برنامه موزیکولوژی وابسته به دانشگاه تهران شد. تحصیلات دانشگاهی وی در زمینه علوم تغذیه و بهداشت بوده‌است. از او تا کنون بیش از ۱۰۰ قطعه موسیقی ضبط و منتشر شده‌است.
او در سال ۱۳۸۰ گواهینامه درجه یک هنری را از وزارت ارشاد دریافت کرد و طی مراسمی لوح افتخار به دلیل ۴۰ سال فعالیت هنری، توسط «علی تجویدی» به وی اهداء شد.
در مرداد ۱۳۹۴ در سومین نشست آموزشی پ‍ژوهشی موسیقی دستگاهی ایران توسط سازمان فرهنگی هنری شهرداری تهران، از میلاد کیایی به همراه مجید کیانی، اسماعیل تهرانی، داریوش سالاری و بهناز ذاکری تقدیر شد.
در آذر ۱۳۹۴ نیز در برنامه ای با عنوان «شبی با میلاد کیایی» در فرهنگسرای ارسباران از میلاد کیایی تجلیل به عمل آمد. همچنین در سال ۱۳۹۵ در هفدهمین جشن خانه موسیقی ایران از میلاد کیایی به عنوان آهنگساز و نوازنده سنتور تقدیر شد. در آبان ۱۳۹۸ بزرگداشت هفتاد و پنجمین زادروز میلاد کیایی همراه با رونمایی از آلبوم میلاد فرهنگ، در فرهنگسرای نیاوران برگزار شد.

## فعالیت‌های هنری و اجرایی
از جمله فعالیت‌های هنری و اجرایی میلاد کیایی به موارد زیر می‌توان اشاره نمود:
مدیر طرح و برنامه‌های فرهنگی و هنری کاخ جوانان به مدت ۱۶ سال، تدریس موسیقی، عضویت در هیئات امنای فرهنگ صوتی ایران، ابداعاتی در زمینه کوک سنتور، اجرا در کنسرت‌های داخل و خارج از ایران از جمله کنسرت‌هایی در کانادا، فرانسه، آلمان، آمریکا، سوئد، هلند، و انگلیس.

## آثار
از جمله آثار میلاد کیایی به موارد زیر می‌توان اشاره نمود:
موسیقی
- پگاه
- ابر بی‌باران
- سبزه‌زار
- موسیقی روی تم‌های محلی ایران
- چرا
- یاد
- حباب
- یتیم سه‌گاه
- قطعاتی برای سنتور و ارکستر
- کوه‌های سفید
- طلوع
- راز آشکارا
- گریز
- شور و شادی
- نقش تازه
- گل آفتاب

## موسیقی فیلم
میلاد کیایی برای هجده فیلم و سریال موسیقی متن ساخته‌است که از جمله می‌توان به موارد زیر اشاره کرد:
- «تصویر بهار» ۱۳۵۲
- «گریز از شهر» کارگردان: محمدرضا صفوی ۱۳۶۴
- «لسان‌الغیب» ۱۳۶۶
- «گردهمایی خوشنویسان» کارگردان احمد آسوده ۱۳۶۶
- «آری اینچنین بود برادر» کارگردان داوود اسماعیلی ۱۳۶۷
- «پرواز ۶۵۵» کارگردان ابراهیم پور منصوری ۱۳۶۷
- «سنجاب و دوستان» ۱۳۶۸
- «وسوسه» کارگردان جمشید حیدری ۱۳۶۸
- «مهر و ماه» کارگردان حمید لبخنده ۱۳۶۹
- «این شرح بینهایت» کارگردان اسماعیل خلج، حمید حمزه و حمید لبخنده ۱۳۶۹
- «خاله سارا» کارگردان فرامرز باصری ۱۳۷۲

کتاب
- «راز آشکارا» انتشارات علمی ۱۳۸۴[۷]
- «"دل به دریا زدن، دم نزدن می‌خواهد» فرانسه ۱۳۹۲[۸]